# ESLint
ESLint est un outil d'analyse de code statique permettant d'identifier des erreurs dans du code JavaScript. Il a été créé par Nicholas C. Zakas en 2013. 
Les règles dans ESLint sont configurables et ESLint couvre à la fois la qualité du code et les problèmes de style de codage.

## Histoire
Zakas a décidé de créer un nouvel outil de linting en juin 2013, ESLint (initialement appelé JSCheck, mais renommé un mois après), où toutes les règles sont configurables, et des règles supplémentaires peuvent être définies ou chargées au moment de l'exécution.